# Bayonetta 2
Bayonetta 2 là một trò chơi điện tử chặt và chém phiêu lưu hành động do PlatinumGames phát triển và Nintendo phát hành trên Wii U và Nintendo Switch. Đây là phần tiếp theo của Bayonetta năm 2009, do Hashimoto Yusuke  đạo diễn, Inaba Atsushi và Yamagami Hitoshi sản xuất, dưới sự giám sát của nhà sáng tạo ra loạt là Kamiya Hideki.
Bayonetta 2 công bố trong Nintendo Direct vào ngày 13 tháng 9 năm 2012. Không giống như Bayonetta của Sega, là bản đa nền tảng cho Xbox 360 và PlayStation 3, hợp đồng phát hành với Nintendo có nghĩa là Bayonetta 2 chỉ độc quyền trên Wii U. Nhân vật chính, Bayonetta, mặc một bộ trang phục thể thao, kiểu tóc mới và bản thân trò chơi có chế độ hai người chơi mới. Trò chơi cũng là sản phẩm Bayonetta thứ hai được lồng tiếng Nhật, sử dụng cùng dàn diễn viên lồng tiếng cho bộ anime Bayonetta: Bloody Fate của Gonzo.
Bayonetta 2 phát hành vào tháng 9 năm 2014 tại Nhật Bản và tháng 10 năm 2014 ra toàn thế giới. Các phiên bản in Special và First Print Editions của trò chơi bao gồm một dĩa Wii U gốc của Bayonetta như là một đĩa riêng biệt bên trong hộp. Trò chơi đã nhận được nhiều lời khen ngợi từ nhiều nhà phê bình, ca ngợi hệ thống chiến đấu và những cải tiến tổng thể hơn bản đầu tiên. 
Phiên bản Nintendo Switch của cả hai trò chơi, và phần tiếp theo, Bayonetta 3, công bố vào tháng 12 năm 2017 trong The Game Awards 2017.

## Lối chơi
Bayonetta 2 mang lối chơi hành động của bản tiền nhiệm, người chơi điều khiển Bayonetta, chiến đấu chống lại các lực lượng thiên thần và ác quỷ khác nhau, bằng cách kết hợp các cuộc tấn công cận chiến và đấu súng. Né tránh các cuộc tấn công của đối phương vào phút cuối sẽ kích hoạt 'Witch Time', làm chậm kẻ thù xung quanh Bayonetta và cho phép người chơi dễ dàng đánh trả và giải quyết các câu đố. Người chơi cũng có thể sử dụng các chiêu thức đặc biệt được gọi là Torture Attacks, bẫy đối thủ trong các thiết bị cõi âm để có thêm điểm. Tùy biến vũ khí từ bản đầu tiên được giữ nguyên, cho phép người chơi trang bị các loại vũ khí mới trên cả hai tay và chân của Bayonetta. Có thể trang bị một loạt các vũ khí, bao gồm khẩu súng đặc trưng của nhân vật, một cây cung, kiếm và các loại vũ khí có khả năng phóng ra. Người chơi kiếm điểm khi chiến đấu, với cấp độ cao nhất là "Pure Platinum" đạt được bằng cách thực hiện số lượng combo cao, trong thời gian nhanh nhất có thể, mà không bị bỏ lỡ. Cũng giống như bản trước, Bayonetta có thể sử dụng Torture Attacks trên kẻ địch, triệu hồi các thiết bị tra tấn kết liễu kẻ địch theo những cách khủng khiếp và lấy thưởng cho người chơi.

Ảnh chụp màn hình trong trò chơi khi mới mở Bayonetta 2

Bayonetta 2 cũng bổ sung thêm một yếu tố gameplay mới được gọi là Umbran Climax có thể được kích hoạt khi người chơi làm đầy thước đo ma thuật. Tương tự như trạng thái chiến đấu của trùm trong bản đầu, kỹ thuật này tăng cường các đòn tấn công và combo của Bayonetta cộng thêm Wicked Weaves và triệu hồi Infernal Demon trong một khoảng thời gian ngắn. Điều này làm tăng phạm vi và sát thương tổng thể của chúng và tăng sức khỏe của Bayonetta khi sử dụng.

## Tổng quan

### Bối cảnh và tuyến nhân vật
Hầu hết bối cảnh trong Bayonetta 2 diễn ra trên ngọn núi linh thiêng hư cấu Fimbulventr và thị trấn Noatun gần đó, nằm ở Trung Đông. Nhân vật chính Bayonetta (do Hellena Taylor lồng tiếng) đi đến ngọn núi để tìm Gates of Hell để cô có thể cứu người bạn Jeanne (do Gray DeLisle-Griffin lồng tiếng).
Các nhân vật xuất hiện lại bao gồm:
- Rodin (do Dave Fennoy lồng tiếng), nhân viên pha chế của Gates of Hell, người cung cấp cho Bayonetta những vũ khí mạnh mẽ;
- Luka (do Yuri Lowenthal lồng tiếng), một nhà báo, cung cấp cho Bayonetta những thông tin có giá trị; và
- Enzo (hiện được lồng tiếng bởi John Kassir, thay thế là Chick Vennera), cung cấp thông tin cho trò chơi.

Các nhân vật mới bao gồm:
- Loki (do Mark Daughtery lồng tiếng), một cậu bé mất trí đã hướng dẫn Bayonetta lên núi;
- Masked Lumen (do Crispin Freeman lồng tiếng), một Sage mạnh mẽ, là đối thủ mới của Bayonetta;
- Loptr (do TJ Ramini lồng tiếng), Nhà tiên tri bí ẩn, đồng minh với Masked Lumen.

### Cốt truyện
Vài tháng sau bản Bayonetta đầu tiên, Bayonetta đang đi mua sắm Giáng sinh với Enzo, cùng lúc đó, một nhóm các thiên thần tấn công thành phố. Hợp tác với phù thủy đồng nghiệp và người bạn Jeanne, cô đang trên đà chiến thắng trận chiến, cho đến khi lệnh triệu hồi quỷ gặp trục trặc. Mặc dù Bayonetta có thể hạ gục con quỷ, Jeanne vẫn bị tấn công, khiến linh hồn của cô bị Inferno chiếm giữ. Đồng thời, một nhân vật bí ẩn, được gọi là Nhà tiên tri triệu hồi Lumen Sage đeo mặt nạ đến hiện tại, hắn  hứa cho anh ta cơ hội để trả thù.
Theo lời khuyên từ Luka, người cung cấp thông tin, Bayonetta tiến đến ngọn núi linh thiêng Fimbulventr. Đó là lối vào vương quốc Inferno, Cổng Địa Ngục, được cho là nằm ở sâu bên trong và Bayonetta dự định sử dụng nó để cứu bạn mình. Bayonetta đến Noatun, thành phố dưới chân núi và gặp một cậu bé tên Loki, cậu đang cố gắng tiếp cận Fimbulventr vì những lý do mà cậu không thể nhớ được. Cặp đôi thực hiện một thỏa thuận đi cùng nhau khi Loki tuyên bố sẽ cần đến sức mạnh của cậu mới đến được vương quốc Inferno. Mặc dù có thể tìm hiểu một số thông tin về những ký ức đã mất của Loki nhờ Luka, cuộc hành trình vẫn phải hứng chịu những thất bại từ các cuộc tấn công của thiên thần và ác quỷ. Lumen Sage và Nhà tiên tri cùng săn đuổi Loki. Nhà tiên tri cho Bayonetta thấy một viễn cảnh ngụ ý rằng Cuộc săn phù thủy 500 năm trước không phải do Balder gây ra.
Sau khi thoát khỏi những kẻ xâm lược trong gang tấc, Bayonetta tới Inferno và xuống nơi sâu thẳm để cứu linh hồn của Jeanne. Với sự giúp đỡ của Rodin, Bayonetta có thể hồi sinh linh hồn của Jeanne trở lại thế giới loài người. Tuy nhiên, Sage đeo mặt nạ lại tấn công và cuối cùng tiết lộ danh tính thực sự của hắn, chính là Balder lúc trẻ. Hắn đang cố gắng săn lùng Loki như một phần của kế hoạch trả thù.
Mặc dù có thể cứu cậu bé khỏi các cuộc tấn công của Balder, Loki đột nhiên mất quyền kiểm soát sức mạnh và quét cả Bayonetta và Balder vào một vết nứt thời gian đưa họ ngược 500 năm về trước. Đến Vigrid trong Witch Hunts, Bayonetta gặp lại mẹ Rosa và hai phù thủy khác cùng hợp tác với nhau để chiến đấu chống lại sự tấn công của các thiên thần. Khi họ tách ra, Bayonetta gặp Loptr, một doppelgänger của Loki và chính là người sẽ trở thành Nhà tiên tri cuối cùng trong thời đại ngày nay. Loptr tuyên bố Eyes of the World, một trong những thứ mà Bayonetta sở hữu, thuộc về anh ta.
Sau cuộc gặp gỡ với chàng trai trẻ Balder, Bayonetta đến quá muộn để ngăn Loptr giết Rosa. Bayonetta nhận ra rằng Loptr chính là người mà Balder thực sự nên truy đuổi thay vì Loki và Loptr đã mang Sage đến thực tại để sử dụng như một con tốt. Hai người họ quyết định hợp tác và trở về hiện tại để ngăn chặn kế hoạch của Loptr. Trong khi đó, vào thời điểm hiện tại, Luka bắt gặp Loki giờ đã trốn thoát khỏi Inferno. Cho rằng bây giờ anh đã nhớ ra tất cả mọi thứ, Loki cầu xin Luka đưa anh đến Fimbulventr.
Với sự hỗ trợ của một Jeanne đã hồi sinh, Bayonetta và Balder lên đến đỉnh Fimbulventr và tìm thấy Loptr đã bắt được Loki. Loptr giải thích rằng anh và Loki đã từng là những vị Thần Hỗn Mang, và Aesir, người sáng tạo thực sự của Eyes of the World. Aesir đã phân chia sức mạnh của mình cho loài người để tạo ra Eyes, nhưng cũng đã chia chính linh hồn của mình thành hai nửa thiện và ác trong quá trình này. Loki, một nửa tốt, được trao quyền kiểm soát trực tiếp Eyes và Loptr ngay lập tức lấy sức mạnh đó cho riêng mình.
Bất chấp những nỗ lực của họ, Loptr lấy cả hai con mắt từ Balder và Bayonetta và biến thành Aesir với ý định cai trị loài người, trở thành thần của họ. Khi cuộc đụng độ cuối cùng diễn ra, Loki nhớ rằng sức mạnh thực sự của Aesir là xóa bỏ mọi thứ anh ta muốn trên thế giới. Anh ta sử dụng sức mạnh đó để phá hủy Eyes, làm suy yếu Loptr và khiến anh ta dễ dàng kiếm được thời khắc triệu hồi kết hợp Bayonetta, Balder và Jeanne sau đó. Loptr, với cơ thể bị hủy hoại và chỉ còn lại linh hồn, cố gắng trốn sang thời điểm khác để thử lại kế hoạch của mình trong thời đại mà Eyes vẫn tồn tại. Balder ngăn anh ta lại và hấp thụ linh hồn xấu xa, bất chấp cảnh báo từ Loki rằng làm như vậy nghĩa là đầu độc chính anh ta.
Balder biết Bayonetta là con gái của anh ta và yêu cầu cô ngăn ông lại nếu ác quỷ của Loptr dẫn ông ta đi lầm đường. Nhận ra rằng hành động của cha cô trong lần gặp đầu tiên của họ không phải là chủ ý của ông, Bayonetta chỉ có thể được coi là Sage nếu trở về thời của mình. Khi Loptr và Eyes biến mất, Loki nói anh dự định tạm lánh xa các vấn đề của thế giới nhưng anh và Bayonetta có thể gặp lại nhau trong tương lai. Anh chào tạm biệt rồi dần biến mất.
Một vài ngày trôi qua kể từ khi các sự kiện tại Fimbulventr. Bayonetta và Jeanne đang đi mua sắm các món đồ giảm giá sau kỳ nghỉ, và thích thú nhìn Luka quay cuồng trong quán rượu của Rodin. Đột nhiên, một cuộc tấn công khác bắt đầu, và Bayonetta hợp tác với Jeanne để chiến đấu một lần nữa.
Trong cắt cảnh cuối, Balder quay trở lại thời của ông, bị tha hóa bởi sự xấu xa của linh hồn Loptr, thiết lập các sự kiện của Bayonetta bản đầu tiên.

## Quá trình phát triển
Ngay sau khi phát hành Bayonetta, Kamiya Hideki đã thảo luận với Hashimoto Yusuke dựa trên ý tưởng của cho các phần tiếp theo và các bản phụ từ tựa trò chơi này. Bất chấp những cuộc thảo luận, Kamiya tin rằng họ sẽ không bao giờ phát hành phần tiếp theo. Tuy nhiên, tài khoản Twitter của Kamiya sau đó tuyên bố rằng ông có thể phát hành phần tiếp theo nếu Bayonetta có doanh thu tốt.
Ngày 13 tháng 9 năm 2012 Bayonetta 2 xuất hiện trong Nintendo Direct. Lý do phát hành độc quyền cho Wii U là do Nintendo đã bước vào với nguồn tài trợ bổ sung sau khi trò chơi bị Sega gác lại một bên. Nhà sản xuất của PlatinumGames, Inaba Atsushi, trả lời các phàn nàn của người hâm mộ bản gốc, tuyên bố rằng Bayonetta 2 sẽ không tồn tại nếu Nintendo không hợp tác với nhà phát triển để cùng tạo ra trò chơi. Quá trình tạo nên trò chơi dựa theo phản hồi nhận được từ Bayonetta bản đầu nhằm mang lại những cải tiến khác nhau. Nintendo không tham gia vào việc sáng tạo ra trò chơi, chỉ đứng ngoài và làm "người quan sát", điều này khiến các nhân viên rất hài lòng. Một trong những cải tiến lớn chính là chuyển động của kẻ địch: trong bản đầu tiên, kẻ địch chỉ có một chuyển động duy nhất khi Bayonetta tấn công chúng, trong khi ở Bayonetta 2, chúng có lối chuyển động khác nhau tùy theo hướng tấn công của Bayonetta. Kiến trúc cho môi trường thành phố chính, Noatun, dựa trên các thành phố ở Bỉ và Ý, chẳng hạn như Bruges (nội thất nhà thờ), Brussels (các tòa nhà lớn), Florence (đường phố và nhà ở) và Venice (hệ thống kênh đào).
Trong Nintendo Direct tháng 1 năm 2013, PlatinumGames trình diễn một đoạn giới thiệu quá trình phát triển cho trò chơi. Họ xác nhận việc phát triển trò chơi đang diễn ra suôn sẻ, nhưng không đi sâu vào nhiều chi tiết.
Một bản chơi thử được giới thiệu tại gian hàng của Nintendo trong E3 2013, sau khi tiết lộ đoạn giới thiệu đầu tiên. Chế độ nhiều người chơi cũng đã được công bố, cùng với tùy chọn sơ đồ điều khiển dựa trên cảm ứng và xác nhận trò chơi sẽ hỗ trợ Off-TV Play.
Trong Nintendo Direct tháng 2 năm 2014, một đoạn giới thiệu khác đã phát hành, cho thấy môi trường mới mà người chơi có thể mong đợi cũng như một số yếu tố cốt truyện cơ bản. Lối chơi cũng phát hành, tiết lộ việc sử dụng các diễn viên lồng tiếng Nhật Bản cho phiên bản tiếng Nhật, vũ khí mới của Bayonetta cũng như dàn nhân vật mới. Kể từ Bayonetta 2 Direct, trò chơi đã phát hành vào ngày 20 tháng 9 năm 2014 tại Nhật Bản và vào tháng 10 năm 2014 ra thế giới.
Tại E3 2014, hãng thông báo trò chơi sẽ bao gồm chuyển thể của Bayonetta ban đầu, trang phục độc quyền của Nintendo, bản lồng tiếng kép và điều khiển cảm ứng. Trò chơi gốc sẽ là một bản tải xuống kỹ thuật số thông qua Nintendo eShop và trên một đĩa riêng cho các nhà bán lẻ. Để tiếp thị cho lần phát hành, Nintendo đã hợp tác với Playboy để thực hiện một bộ ảnh với Playmate Pamela Horton cosplay Bayonetta.

### Âm nhạc
Một nhóm các thành viên do Ueda Masami dẫn đầu đã sáng tác nên âm nhạc trong Bayonetta 2, với nhiều gương mặt quen thuộc ở bản đầu. Ueda nhấn mạnh ông thấy Bayonetta 2 sống động hơn nhiều so với Bayonetta và giải thích họ đã cố gắng tạo ra các yếu tố mới trong âm nhạc bằng cách chuyển đổi qua lại một số nhạc cụ.
Một điểm khác biệt quan trọng trong nhạc nền là yếu tố âm nhạc năng động cho các trận đấu trùm dựa trên sự tiến triển trong Bayonetta 2. Ueda nói âm nhạc chia thành các giai đoạn, được kích hoạt bởi các yếu tố dựa trên ảnh động và các tín hiệu khác trong cảnh, làm cho các âm thanh trong bài nhạc khớp với màn hình hành động. Một cách tiếp cận tương tự cũng thực hiện tương tự cho các bản nhạc trên màn chơi, với 10 vòng lặp ngắn hơn được trộn lẫn với nhau sựa theo quá trình thăng cấp của người chơi qua các màn. So với 150 bản nhạc gốc của Bayonetta, Bayonetta 2 có 183 bản nhạc với chất lượng âm thanh cao hơn.
Giống như bản gốc, Bayonetta 2 có bản cover bài hát cũ nhưng được phối lại theo phong cách đặc trưng riêng, "Moon River" của Andy Williams. Cả phiên bản phối lại và bản gốc đều được đưa vào, giống như cách "Fly Me To The Moon" được sử dụng làm bài hát chủ đề chính cho Bayonetta. Bài hát chiến đấu chính, "Tomorrow is Mine", là một trong những bản nhạc đầu tiên được tiết lộ trong quá trình quảng bá trò chơi. Cả hai bài hát này đều do Keeley Bumford trình bày. Cũng giống như bản gốc, Bayonetta 2 có năm đĩa nhạc nền gốc, phát hành tại Nhật Bản vào ngày 29 tháng 10 năm 2014.

## Tiếp nhận
Bayonetta 2 nhận được khá nhiều sự hoan nghênh. Điểm số tổng hợp 91/100 trên Metacritic dựa trên 80 đánh giá.
Bốn nhà phê bình của tạp chí Famitsu đã cùng nhau đánh giá với số điểm 38 trên 40.
Edge đánh giá Bayonetta 2 điểm 10/10. Nhà phê bình của tạp chí mô tả "một công trình hỗn loạn, ngoạn mục bậc nhất" và ca ngợi về mức độ tùy biến và tinh chỉnh các yếu tố có vấn đề từ Bayonetta bản đầu, với nhịp độ chặt chẽ hơn và loại bỏ kiểu "đột ngột, giữa - yếu tố điện ảnh và hình ảnh QTEs dứt khoát ". Người đánh giá kết luận: "Đây là một trò chơi mà bạn có thể hoàn thành trong mười giờ, nhưng chơi lại mãi mãi. Một phiên bản kinh điển trong thiết kế chiến đấu, trong nhiều trò chơi điện tử, trong sự cân bằng giữa khả năng tiếp cận và chiều sâu."
Nhà phê bình của GameSpot, Mark Walton cho biết trò chơi "sẽ được nhớ đến như một tác phẩm kinh điển tuyệt đối" và đã cho số điểm hoàn hảo 10/10, là trò chơi thứ bảy trong lịch sử của trang web nhận được số điểm đó.
Chris Carter từ Deststalloid cũng đánh giá 10/10, tuyên bố đây là "một trong những trò chơi hành động hay nhất mọi thời đại", cùng với Devil May Cry 3.
Một số đánh giá đồng ý rằng trò chơi cải tiến so với bản tiền nhiệm của nó, mặc dù thừa nhận rằng cơ chế chiến đấu hầu như không thay đổi: Martin Robinson của Eurogamer kết luận, "Sự thất vọng lớn nhất của Bayonetta 2 có thể là phần tiếp theo bị lặp đi lặp lại, nhưng nó không phải là vấn đề vì nó bị lặp theo kiểu thiên tài."
Jose Otero của IGN nhận xét rằng hướng nghệ thuật và nhịp độ của nó "làm cho Bayonetta 1 trông kém hơn hẳn khi so sánh", trong khi GameTrailers cho nó là "sắc nét đến mức gần như hoàn hảo" so với bản đầu, ca ngợi sự đa dạng về phong cách pha trộn với lối chơi, nơi trò chơi "phát triển mạnh khi ném người chơi vào một cơn điên loạn và để họ chinh phục nó".
Các tính năng mới của trò chơi, chế độ hợp tác trực tuyến Tag Climax đã được chào đón bởi Mark Walton của GameSpot và Martin Robinson của Eurogamer, ca ngợi vì nó đòi hỏi người chơi phải có sự hiểu biết sâu sắc về hệ thống kết hợp điểm; Tuy nhiên, Otero của IGN nhận xét đó chỉ là gây hứng thú nhất thời, và Arthur Gies của Polygon thấy cơ chế hợp tác lại gây bất đồng với trọng tâm của trò chơi là lấy điểm số. Cả Otero và Robinson đều chỉ trích hệ thống tùy chọn dựa trên màn hình cảm ứng, nên cải thiện để dễ điều khiển hơn đối với người chơi mới, vì rất hạn chế so với điều khiển chính của trò chơi.

### Doanh số
Tại Nhật Bản, Bayonetta 2 đã bán được khoảng 39.000 bản trong tuần đầu tiên phát hành, ít hơn nhiều so Bayonetta trong tuần đầu tiên. Sau tuần thứ ba phát hành, Bayonetta 2 đã bán được khoảng 50.000 bản tại Nhật Bản. Đây là trò chơi bán chạy thứ bảy ở Anh trong tuần đầu tiên phát hành, nhưng không có mặt trong danh sách 40 trò chơi bán chạy nhất trong tuần thứ hai.
Phiên bản Bayonetta 2 trên Nintendo Switch đã bán được 9.532 bản trong tuần đầu tiên tại Nhật Bản, đứng thứ 14 trên bảng xếp hạng doanh số. Tính đến tháng 3 năm 2018, trò chơi đã bán được gần 700.000 bản trên toàn thế giới, bao gồm khoảng 400.000 trên Switch và gần 300.000 trên Wii U.

### Giải thưởng
| Năm  | Giaỉ                          | Hạng mục                | Kết quả   | Tham khảo |
| ---- | ----------------------------- | ----------------------- | --------- | --------- |
| 2014 | Destructoid's Best of E3 2014 | Best Action/Adventure   | Đề cử     | [ 71 ]    |
| 2014 | Destructoid's Best of E3 2014 | Best Nintendo Exclusive | Đề cử     | [ 71 ]    |
| 2014 | IGN's Best of E3 2014         | Best Action Game        | Đề cử     | [ 72 ]    |
| 2014 | IGN's Best of E3 2014         | Best Wii U Game         | Đề cử     | [ 73 ]    |
| 2014 | Joystiq                       | E3 Selection            | Đoạt giải | [ 74 ]    |

| Năm  | Giaỉ                                                           | Hạng mục                            | Kết quả   | Tham khảo |
| ---- | -------------------------------------------------------------- | ----------------------------------- | --------- | --------- |
| 2014 | Destructoid's Best of 2014                                     | Best Overall Game                   | Đoạt giải | [ 75 ]    |
| 2014 | Edge's Edge Awards 2014                                        | Top Game of 2014                    | Đoạt giải | [ 76 ]    |
| 2014 | The Game Awards                                                | Best Action/Adventure               | Đề cử     | [ 77 ]    |
| 2014 | The Game Awards                                                | Game of the Year                    | Đề cử     | [ 77 ]    |
| 2014 | GameSpot's Game of the Year                                    | Overall Game of the Year            | Đề cử     | [ 78 ]    |
| 2014 | GameSpot's Game of the Year                                    | Wii U Game of the Year              | Đề cử     | [ 79 ]    |
| 2014 | GameTrailers's Best of 2014                                    | Best Action/Adventure               | Đoạt giải | [ 80 ]    |
| 2014 | GameTrailers's Best of 2014                                    | Best Wii U Exclusive                | Đoạt giải | [ 81 ]    |
| 2014 | Giant Bomb's 2014 Game of the Year Awards                      | Best Game                           | Đề cử     | [ 82 ]    |
| 2014 | Nintendo Life's Reader Awards 2014                             | Overall Game of the Year            | Đề cử     | [ 83 ]    |
| 2014 | Nintendo Life's Reader Awards 2014                             | Wii U Retail Game of the Year       | Đề cử     | [ 83 ]    |
| 2014 | Nintendo Life's Staff Awards 2014                              | Overall Game of the Year            | Đề cử     | [ 84 ]    |
| 2014 | Nintendo Life's Staff Awards 2014                              | Wii U Retail Game of the Year       | Đề cử     | [ 84 ]    |
| 2014 | National Academy of Video Game Trade Reviewers (NAVGTR) awards | Original Light Mix Score, Franchise | Đoạt giải | [ 85 ]    |
| 2014 | National Academy of Video Game Trade Reviewers (NAVGTR) awards | Game, Franchise Action              | Đề cử     | [ 85 ]    |
| 2014 | National Academy of Video Game Trade Reviewers (NAVGTR) awards | Costume Design                      | Đề cử     | [ 85 ]    |
| 2014 | National Academy of Video Game Trade Reviewers (NAVGTR) awards | Control Precision                   | Đề cử     | [ 85 ]    |
| 2014 | National Academy of Video Game Trade Reviewers (NAVGTR) awards | Control Design, 3D                  | Đề cử     | [ 85 ]    |
| 2014 | National Academy of Video Game Trade Reviewers (NAVGTR) awards | Character Design                    | Đoạt giải | [ 85 ]    |
| 2014 | National Academy of Video Game Trade Reviewers (NAVGTR) awards | Animation, Technical                | Đề cử     | [ 85 ]    |
| 2015 | AbleGamers Foundation's Most Accessible Games of 2014          | Most Accessible Games               | Đoạt giải | [ 86 ]    |
| 2015 | IGN's Best of 2014                                             | Best Action Game                    | Đoạt giải | [ 87 ]    |
| 2015 | IGN's Best of 2014                                             | Best Action Game - People's Choice  | Đoạt giải | [ 87 ]    |
| 2015 | IGN's Best of 2014                                             | Best Overall Game                   | Đề cử     | [ 88 ]    |
| 2015 | IGN's Best of 2014                                             | Best Wii U Game                     | Đề cử     | [ 89 ]    |

## Các phương tiện truyền thông khác
Bayonetta xuất hiện như một chiến binh thông qua nội dung tải xuống trong trò chơi  Super Smash Bros. for Nintendo 3DS and Wii U năm 2014, sau khi trở thành một trong những nhân vật được người hâm mộ yêu cầu nhiều nhất. Bayonetta chiến đấu bằng nhiều phương pháp khác nhau, bao gồm cả các combo, Witch Time và Bullet Arts, có trang phục thay thế dựa trên thiết kế của Bayonetta trong cả Bayonetta và Bayonetta 2. 
Bayonetta xuất hiện vào ngày 15 tháng 12 năm 2015 trong buổi giới thiệu video cuối cùng của Super Smash Bros., được tuyên bố là nhân vật được yêu cầu nhiều nhất trên toàn thế giới. Bayonetta đã có mặt trên bối cảnh dựa trên Umbra Clock Tower từ bản Bayonetta gốc vào ngày 3 tháng 2 năm 2016. Tất cả các nội dung nhượng quyền Bayonetta đã nói ở trên đã trở lại trong phần tiếp theo của Super Smash Bros. Ultimate trên Nintendo Switch vào năm 2018.